# ナデシュダ・ブレニッケ
ナデシュダ・ブレニッケ（Nadeshda Brennicke, 1973年4月21日 - ）は、ドイツフライブルク・イム・ブライスガウ出身の女優である。

## 出演作品

### 映画
- タトゥー（マーヤ）